# Metopa

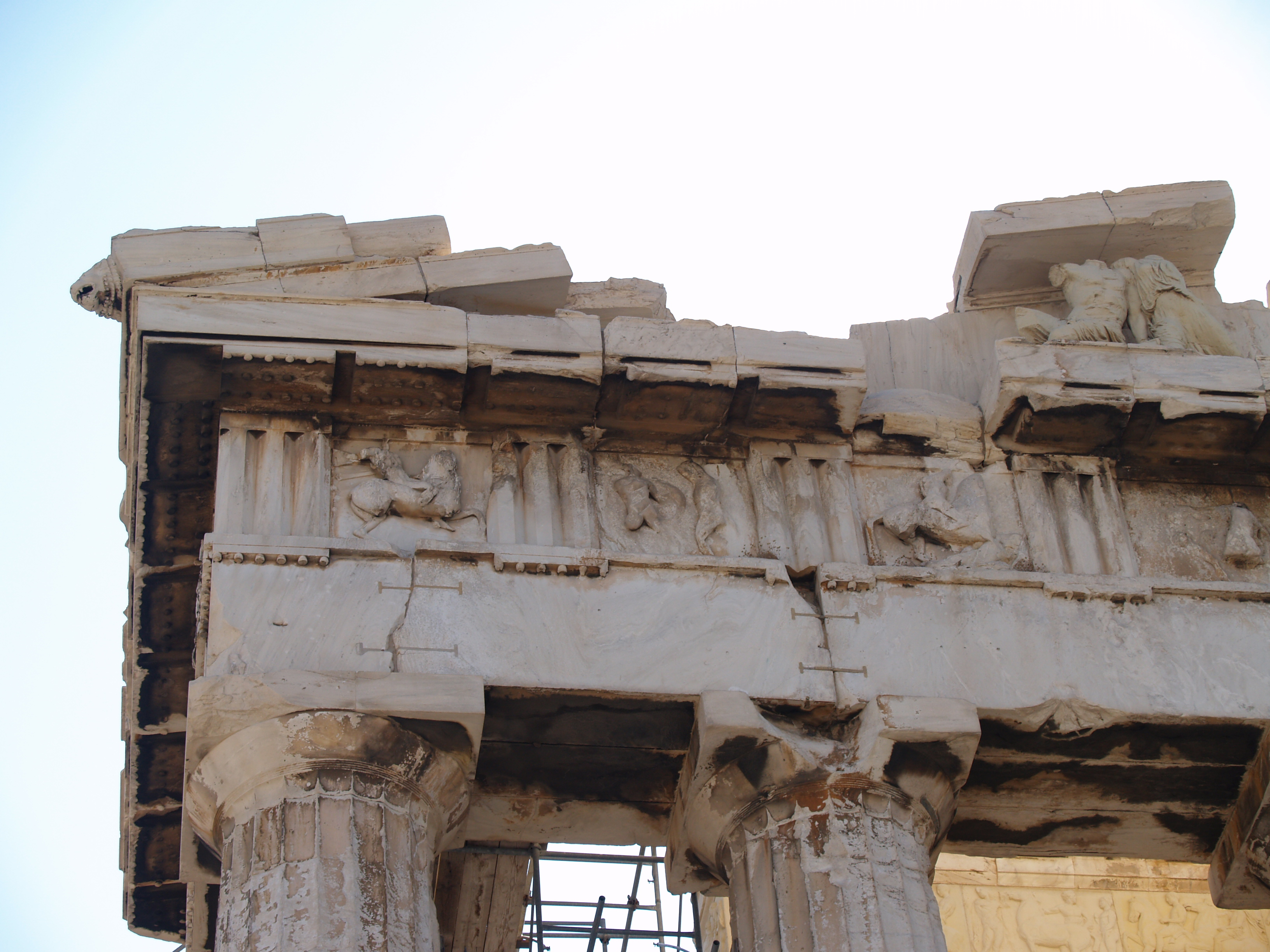
Alternanza di metope e triglifi sul Partenone

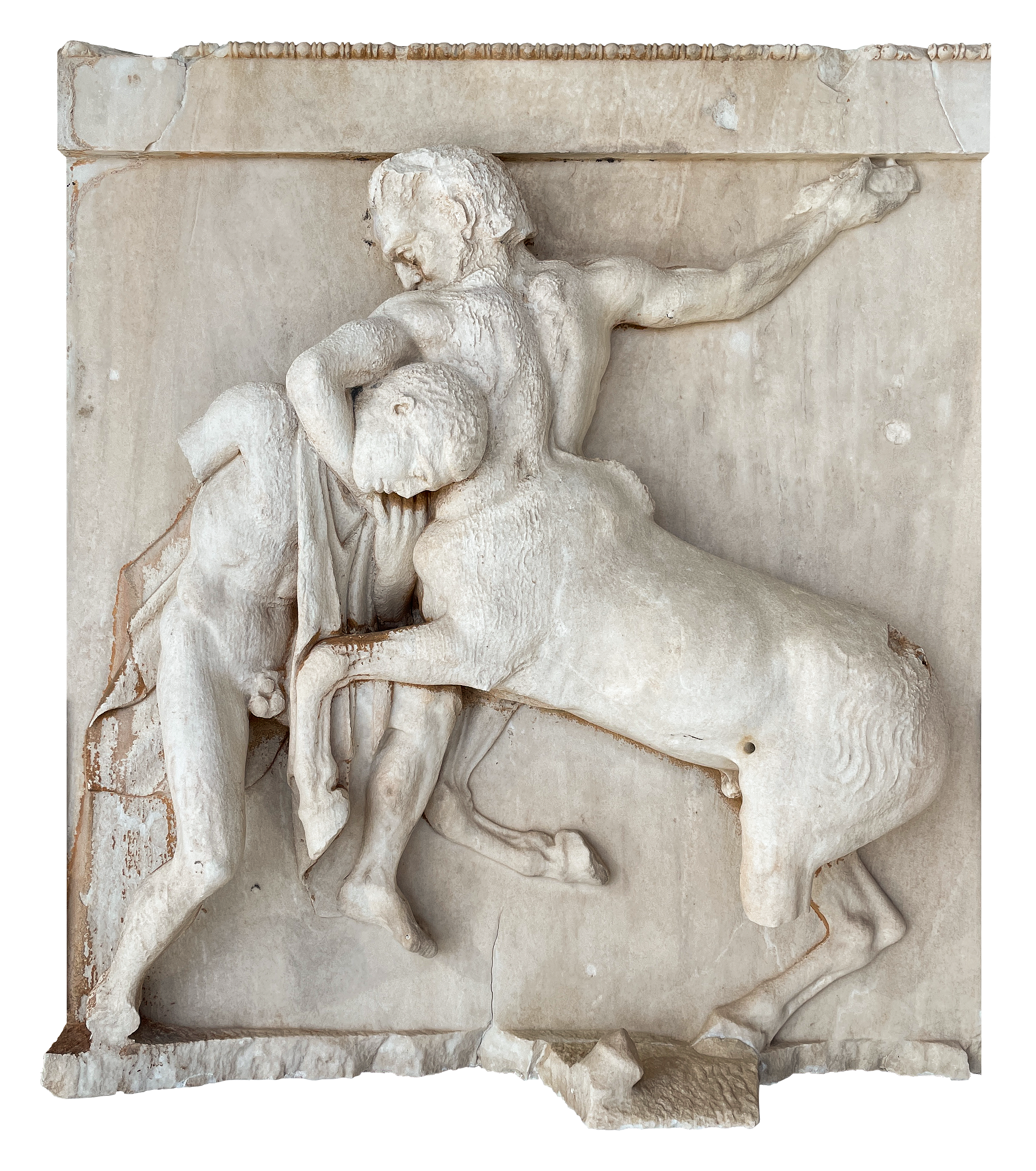
Metopa del Partenone raffigurante la lotta tra un centauro e un lapita

La mètopa è un elemento architettonico del fregio dell'ordine dorico dell'architettura greca e romana. Consiste in una formella in pietra, scolpita a rilievo, a seconda dei casi altorilievo o bassorilievo, posta in alternanza con i triglifi. 
Come per il resto dell'Arte Greca, si suppone che le metope fossero dipinte a causa delle tracce di pigmenti ritrovate.
Spessissimo il soggetto rappresentato in una metopa fu il bucranio, ovvero un teschio di bue in bassorilievo. Ciò vale esclusivamente per i templi o le decorazioni. Nel caso invece dell'ordine ionico e corinzio la trabeazione era composta da un unico fregio, privo dell'alternanza di metope e triglifi, caratterizzato dagli stessi bassorilievi rappresentanti scene mitologiche. Così si potrebbe dire che si trattasse di un'unica grande e ininterrotta metopa. 
Le metope scolpite spesso costituivano cicli compiuti, come nel caso del Partenone dell'Acropoli di Atene, in cui sono rappresentate scene mitologiche che celebrano la vittoria sui Persiani.
Altre metope famose sono quelle dell'Heraion alla foce del Sele presso Poseidonia, conservate presso il Museo archeologico nazionale di Paestum e le metope del Tempio C di Selinunte, conservate presso il Museo archeologico regionale Antonino Salinas di Palermo.
La metopa è definita da numerosi dizionari come "spazio tra triglifi" e mai il contrario, per cui la metopa è subordinata al triglifo.